# Georg Gürich
Georg Julius Ernst Gürich, né le 25 septembre 1859 à Dobrodzień (Guttentag en allemand) et mort le 16 août 1938 à Berlin, est un géologue et paléontologue allemand. Il étudia les formations géologiques en Allemagne et Pologne et les fossiles associés. Il mena des recherches paléontologiques en Namibie, alors appelé le Sud-Ouest africain, sur des espèces fossiles désormais rattachées à la faune de l'Édiacarien,.